# Merom Golan

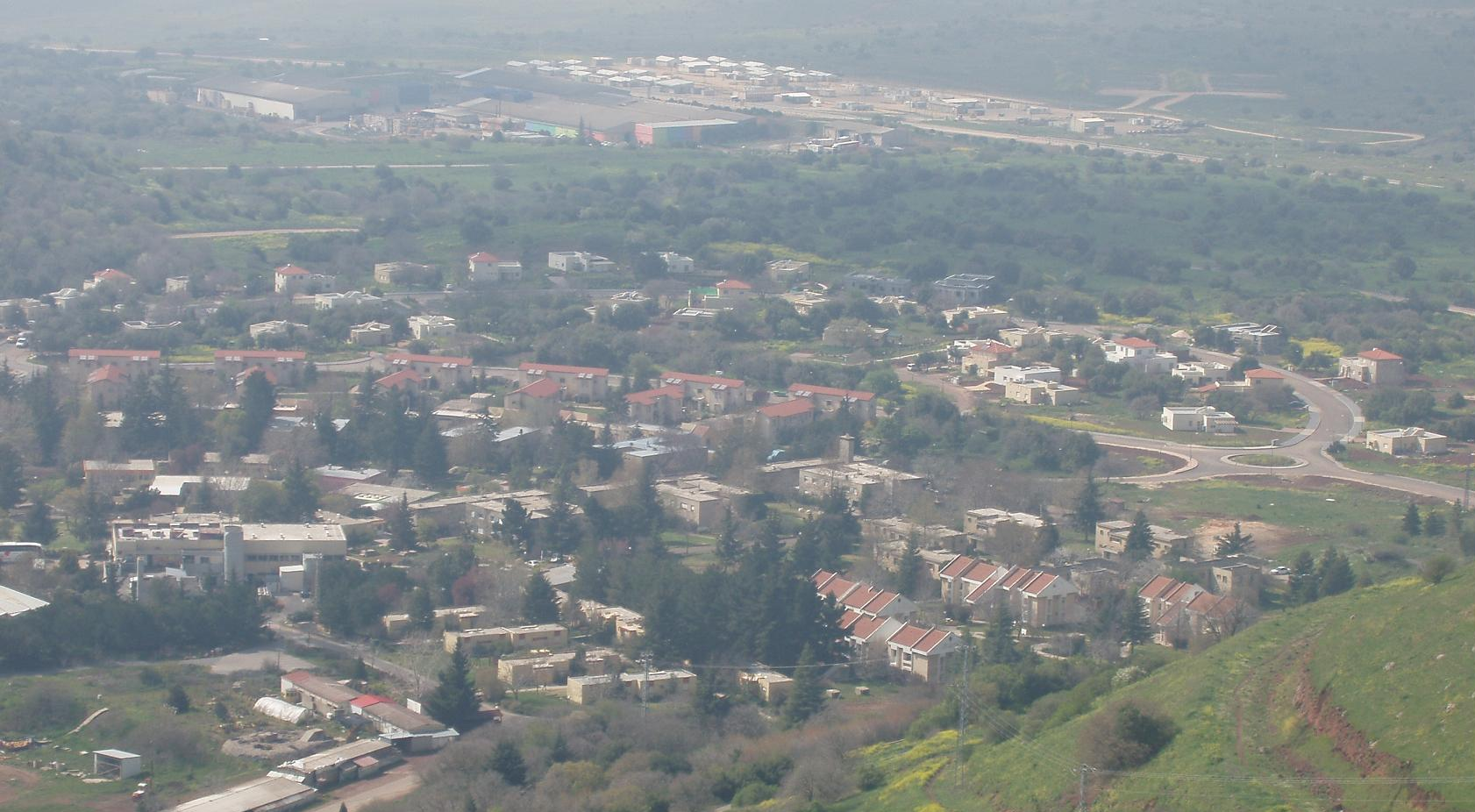
Blick vom Har Bental nach Nordwesten auf Merom Golan

Merom Golan (hebräisch: מְרוֹם גּוֹלָן) ist eine israelische Siedlung und ein Kibbuz auf den von Israel seit 1967 besetzten und 1981 annektierten Golan-Höhen. Völkerrechtlich liegt sie auf dem Territorium Syriens. Sie ist die erste israelische Siedlung, die bereits wenige Monate nach dem Ende des Sechstagekrieges erbaut wurde.

## Geographie
Der Kibbuz liegt an der Nordwestöffnung des 1171 Meter hohen Vulkankegels des Bental. Merom Golan umfasst ca. 450 Hektar landwirtschaftlich genutzte Fläche.

## Geschichte
Die Stadt wurde 1967 vier Kilometer westlich der von den Einwohnern nach dem Sechstagekrieg verlassenen Stadt Quneitra auf einem ehemaligen Militärlager errichtet. Sie liegt in der von der UN kontrollierten Zone auf den Golanhöhen (siehe UNDOF). Diese Siedlung markierte als erste ihrer Art den Beginn des israelischen Siedlungsbaues, der von der internationalen Gemeinschaft als völkerrechtswidrig verurteilt wurde. Der Kibbuz hatte im Jahr 2016 701 Einwohner.

## Wirtschaft
Die landwirtschaftlich genutzten Flächen werden für das Weiden von Tieren, als Weinberge und als Obstplantagen genutzt. Außerdem gibt es Unterkünfte für ca. 150 Touristen mit zwei Restaurants sowie eine Fabrik für die Montage von Elektromotoren. Auf den landwirtschaftlichen Flächen und in der Fabrik arbeiten eine große Zahl von Drusen aus den benachbarten Dörfern und Gastarbeiter aus Thailand und Nepal.

## Sonstiges
Von Merom Golan aus gibt es Möglichkeiten, die nahegelegene befestigte israelisch-syrische Grenze mit Laufgräben, Stacheldraht usw. entweder zu Fuß oder mit dem Pferdewagen zu erkunden.